# Верховний Головнокомандувач Збройних сил України
Верхо́вний Головнокомандувач Збройних Сил України — найвища посадова особа у Збройних Силах України, обов'язки якої, згідно з Конституцією України, виконує Президент України.
Під час агресії проти держави очолює Ставку Верховного Головнокомандувача Збройних Сил України.

## Конституційний та законодавчий статус
В Україні ця посада вперше була введена в 1992 році. У системі Збройних Сил України Верховним Головнокомандувачем є Президент України, згідно з Конституцією України.
Президент є Верховним головнокомандувачем Збройних Сил України згідно зі статтею 106 Конституції України. У разі збройної агресії проти України Президент приймає рішення щодо застосування Збройних Сил України з метою оборони держави від агресора. Президент очолює Раду національної безпеки та оборони України.
Згідно з пунктом 17 статті 106 Конституції України та статті 7 Закону України «Про Збройні Сили України», Верховним Головнокомандувачем Збройних Сил України є Президент України.

## Чинний Верховний Головнокомандувач ЗСУ
З 20 травня 2019 року Верховним Головнокомандувачем Збройних Сил України є Президент України Володимир Зеленський.